# Adolfo Schwelm-Cruz
Adolfo Schwelm-Cruz (ur. 28 czerwca 1923 w Buenos Aires, zm. 10 lutego 2012 tamże) – argentyński kierowca rajdowy. Zaliczył jeden wyścig w Formule 1 dla stajni Cooper 18 stycznia 1953 w Grand Prix Argentyny, którego nie ukończył w wyniku awarii koła.